# Ossario Militare Germanico di Pinzano

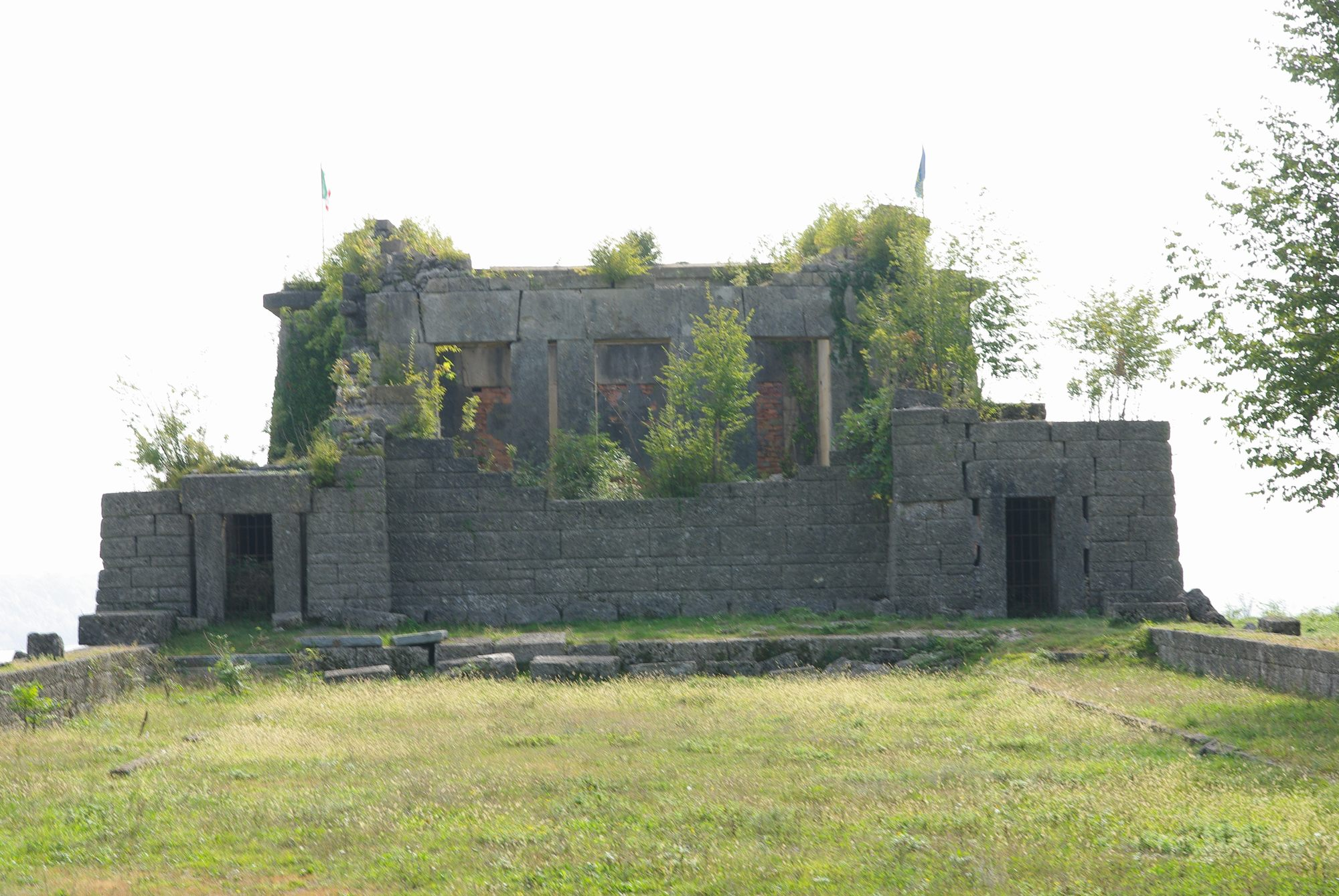
L'ossario

L'ossario di Pinzano è un mausoleo progettato dall'architetto paesaggista Robert Tischler, rimasto incompiuto, che avrebbe dovuto custodire le spoglie di circa trentamila soldati tedeschi ed austriaci caduti nella prima guerra mondiale. Il governo tedesco scelse come sito di costruzione un colle denominato Pion, posto non lontano dal ponte di Pinzano, da dove si poteva godere una spettacolare vista sul Tagliamento. Il progetto dell'edificio venne completato nel 1937, nel 1938 venne costruito un simulacro in dimensioni reali del mausoleo, in legno e canne, per valutare quale sarebbe stato l'aspetto dell'opera compiuta. L'anno successivo iniziarono i lavori di costruzione della struttura, realizzata in pietra. Per i lavori vennero utilizzati una sessantina di operai, molti dei quali pinzanesi, alle dipendenze di una impresa di Thiene specializzata nella costruzione di mausolei. I blocchi di rivestimento esterno provenivano dalla cava di Somplago, in comune di Cavazzo Carnico, mentre quelli per l'interno, di materiale più pregiato, provenivano da cave presso Verona. Queste pietre venivano trasportate in treno fino alla stazione di Pinzano, poi con rulli fino alla cima della collina. I blocchi monolitici più grandi sono colonne del peso di circa 18 tonnellate, e dalle dimensioni di circa 6,4 x 1,4 x 0,8 m.

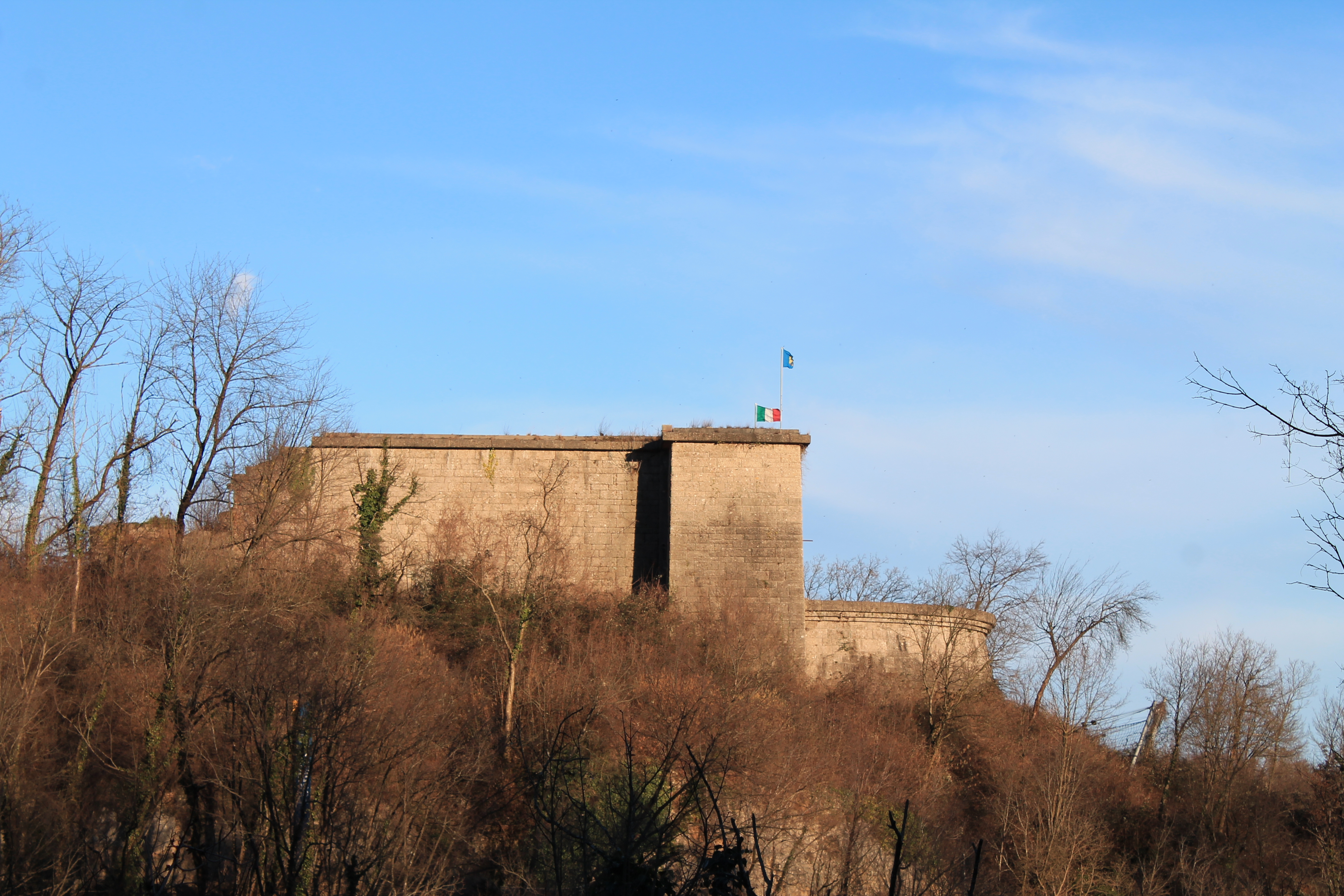
L'ossario visto da Pinzano

I lavori, che proseguirono anche durante il conflitto mondiale, si interruppero in seguito all'armistizio dell'8 settembre 1943, ed il luogo divenne prima presidio di truppe tedesche, poi cosacche. Nel settembre 1944 un gruppo locale di partigiani occupò le postazioni ormai vuote, visto il ritirarsi dal sito delle truppe tedesche. A differenza dell'ossario del Pordoi, quello di Pinzano non venne mai terminato, nonostante la struttura principale appaia quasi completata. Questo anche a causa della posizione strategicamente importante del colle su cui sorge, che durante la guerra fredda passò sotto il demanio militare e fu fortificato.  Finito il periodo di tensione, i militari se ne andarono ma l'edificio era ormai già coperto da alberi e rovi. A tutt'oggi versa in stato di abbandono, anche se recentemente è stata effettuata una pulizia dalla vegetazione ed il sito è stato messo in sicurezza dal Comune, in attesa di valutarne un possibile recupero.